# 警察資料館
警察資料館（けいさつしりょうかん）は、宮城県登米市登米町寺池に所在する資料館である。元来は警察署として建設された建物であった。

## 概要
1888年（明治21年）に金成警察署登米分署から登米警察署に昇格したのに伴い、庁舎新築に着工し翌年に落成。設計者は旧登米高等尋常小学校校舎（現・教育資料館）も手掛けた山添喜三郎。1968年（昭和43年）に新庁舎落成に伴い、警察庁舎としての役割を終え、商工会が使用していたが1986年（昭和61年）に商工会が移転。その後復元工事が行われ、建設当時の留置場が復元された。翌年に一般公開され、かつて使用されていたパトカー、制服なども展示されている。1988年8月26日、宮城県から有形文化財に指定された。

## 建築
1889年竣工。木造2階建て、下見板張り白ペンキ塗り寄棟造の瓦葺き。玄関の二階は突き出し、バルコニーとなっている。屋根は鬼瓦を載せた切妻造でペディメントを形成している。玄関屋根下の白壁には金色の警察紋章があり、柱には堅溝を彫りつけ、イオニア式の柱頭で飾られている。

## 火の見櫓
1926年（大正15年）、警察署の南西脇に建築された高さ20.35 mの鉄骨造。当時、警察は消防の業務も兼ねていたが、宮城県内で警察庁舎と火の見櫓が揃って現存しているのは当施設のみである。2015年（平成27年）2月24日、宮城県から有形文化財に指定された。

## ギャラリー

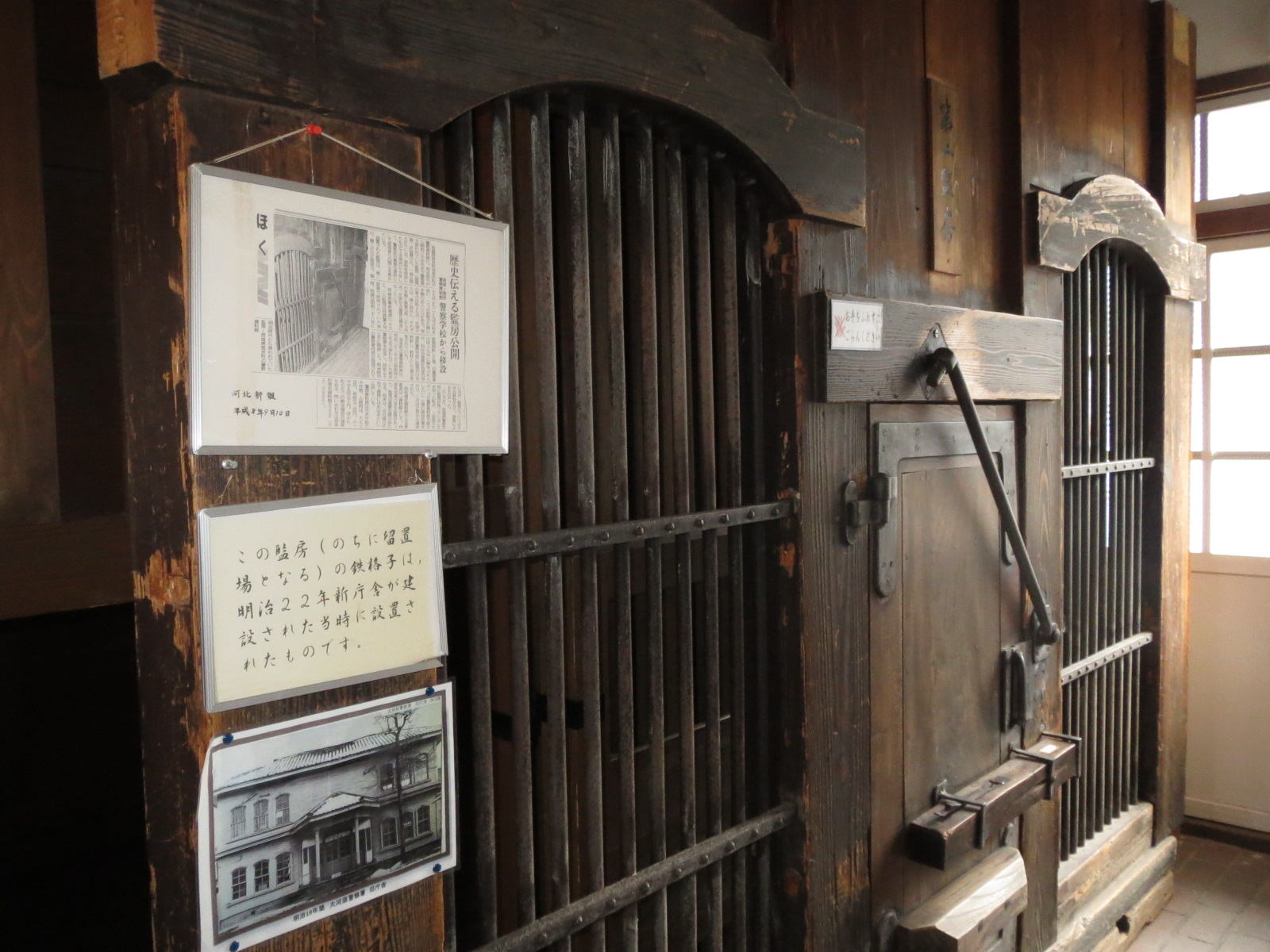
復元された留置場
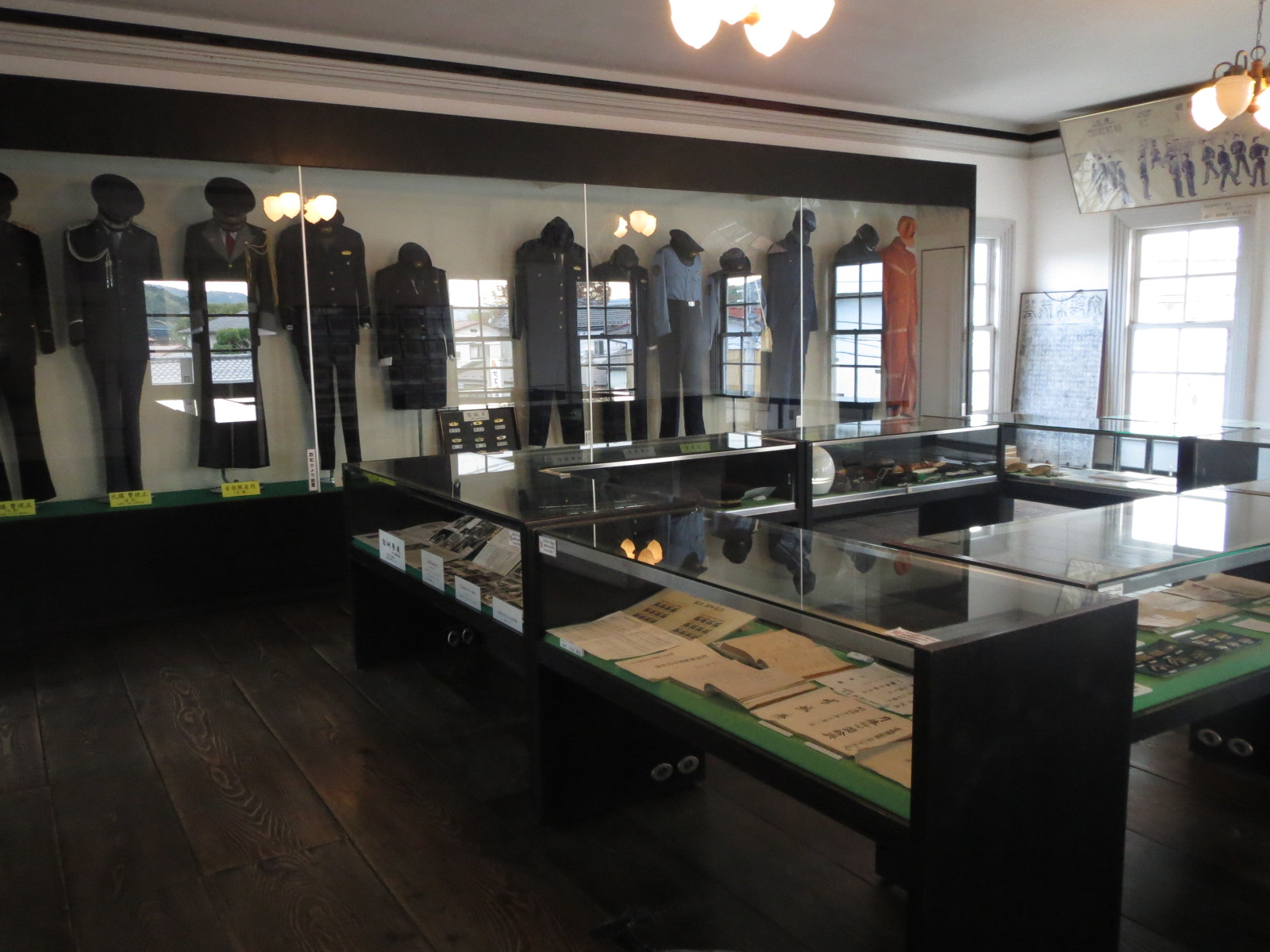
展示されている制服
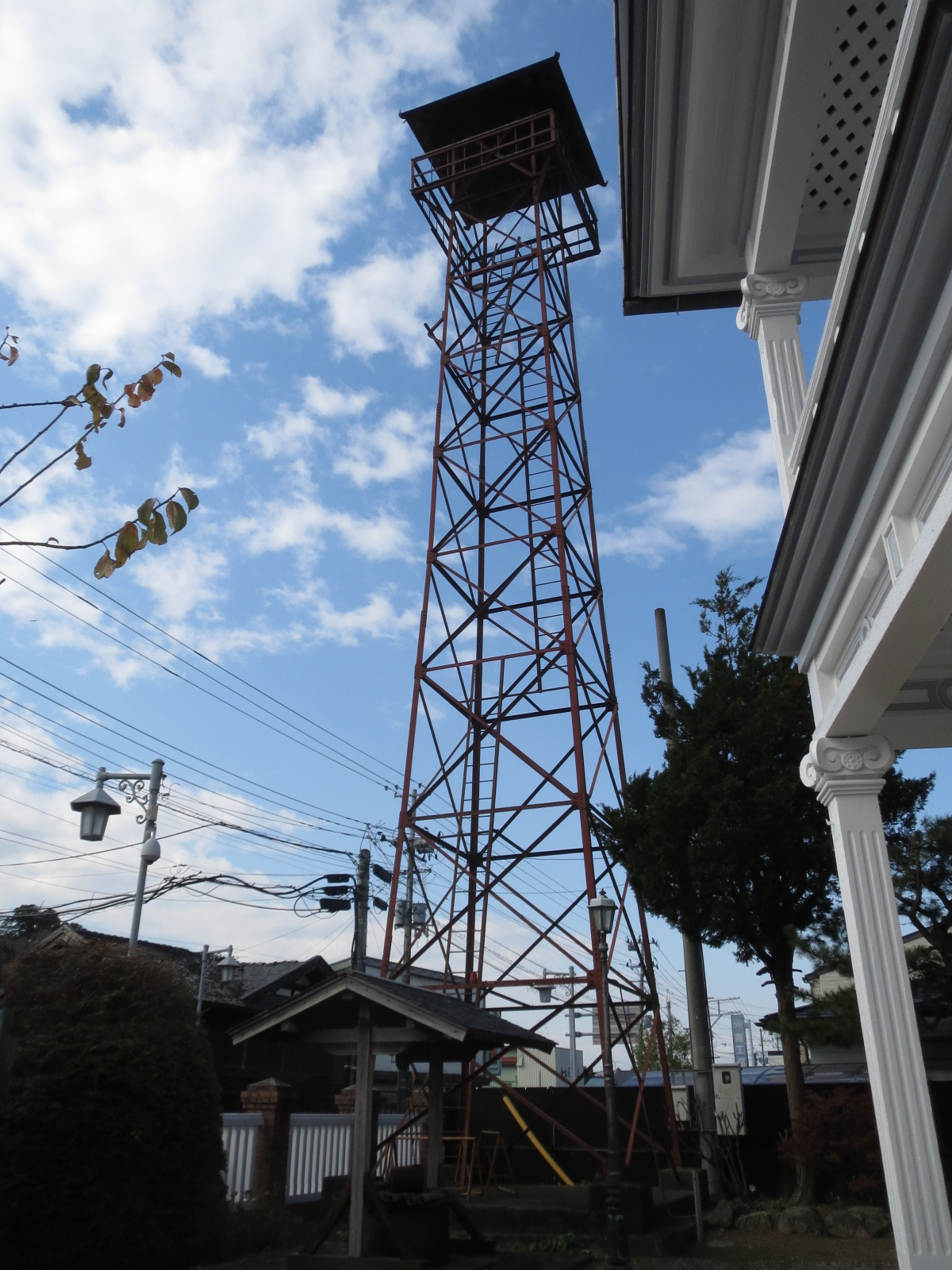
火の見櫓

## 利用情報
- 開館時間 - 午前9時から午後4時30分まで
- 休館日 - 12月28日から1月4日
- 入館料 – 一般300円、高校生200円、小・中学生150円（他施設との共通券あり）
- 駐車場 - 普通車、大型バス1台（他施設にも駐車場あり）

## 交通アクセス
- 三陸沿岸道路登米ICより10分
- 登米市民バス登米三日町より徒歩8分

## 周辺施設
- 旧登米高等尋常小学校校舎
- 旧水沢県庁舎
- 登米懐古館
- 蔵の資料館
- 登米大橋